# Coming Home (chanson des Scorpions)
Pour les articles homonymes, voir Coming Home.
Singles de Scorpions
"Big City Nights"
(1984) "Still Loving You"
(1984)
Pistes de Love at First Sting
"I'm Leaving You" "The Same Thrill"
Coming Home est une chanson du groupe allemand Scorpions. Cette chanson est issue de l'album Love at First Sting, sorti en 1984.

## Description
Cette chanson a été (comme de nombreuses autres chansons du groupe), composée par Rudolf Schenker et écrite par Klaus Meine. Cette chanson démarre comme une ballade et se transforme en une chanson de heavy metal telle que le groupe Scorpions sait les faire. Lors de ses concerts, le groupe commence souvent par ce morceau. C'est d'ailleurs par cette chanson que commence le World Wide Live, concert du groupe joué en 1985. Coming Home est jouée en entier comme introduction des concerts de la tournée Love At First Sting 40th Anniversary Tour 2024. Elle est la face B sur le single Rock You Like a Hurricane.

## Autres versions
Coming Home a été reprise par le groupe Tankard en 2000 sur l'album A Tribute to Scorpions.

## Formation
- Klaus Meine : chant
- Rudolf Schenker : guitare
- Matthias Jabs : guitare
- Francis Buchholz : guitare basse, synthétiseur
- Herman Rarebell : batterie